# 傑米夫卡 (日達喬夫區)
49°11′15″N 24°8′13″E / 49.18750°N 24.13694°E
傑米夫卡（烏克蘭語：Демівка），是烏克蘭西部的村莊，隸屬利維夫州的斯特雷區。該村面積0.39平方公里，海拔高度304米，2001年人口60，人口密度每平方公里153.85人。